# Alto Orinoco
Alto Orinoco est l'une des sept municipalités de l'État d'Amazonas au Venezuela. Son chef-lieu est La Esmeralda. En 2011, la population s'élève à 12 687 habitants.

## Étymologie
Alto Orinoco signifie « Haut Orénoque » en espagnol, du fait de sa situation en amont du fleuve Orénoque (río Orinoco, en espagnol).

## Histoire amérindienne
Le Watunna (publié en espagnol en 1970 puis en anglais dans les années 1980) est l’histoire épique et des mythes de la création des amérindiens Makiritare ou Yekuana dont le territoire est situé le long des berges nord de l'Orénoque supérieur au Venezuela ; région de montagnes et de forêts vierges longtemps restée inexplorée.

## Géographie

### Subdivisions
La municipalité est divisée en 5 paroisses civiles depuis le 18 décembre 1997 selon les documents émanant de l'Institut national des statistiques du Venezuela en 2013, mais seulement 4 paroisses civiles sur les documents émanant du même institut pour l'année 2015, celle de Capital Alto Orinoco n'apparaissant plus comme telle, possible confusion avec le chef-lieu de la municipalité, La Esmeralda dans les sources antérieures. Chacune est dotée d'une capitale à sa tête (entre parenthèses) :
- Huachamacare (Acanaña) ;
- Marawaka (Toky-Shamanaña) ;
- Mavaca (Mavaca) ;
- Sierra Parima (Parimabé).